# Csapat rövid program szinkronúszás a 2011-es úszó-világbajnokságon
A 2011-es úszó-világbajnokságon a szinkronúszáson belül a csapat rövid programot július 18-án és 19-én rendezték meg. Előbb a selejtezőket utána a döntőt.

## Érmesek
| Arany | Ezüst | Bronz |
| Oroszország · Anasztaszija Davidova · Marija Gromova · Elvira Haszjanova · Szvetlana Kolesznyicsenko · Darja Korobova · Alekszandra Packevics · Alla Siskina · Anzselika Tyimanyina · Anisy Olkhova (tartalék) · Alekszandra Zueva (tartalék) | Kína · Chang Si · Huang Xuechen · Jiang Tingting · Jiang Wenwen · Liu Ou · Luo Xi · Sun Wenyan · Wu Yiwen · Chen Xiaojun (tartalék) · Guo Li (tartalék) | Spanyolország · Clara Basiana · Alba María Cabello · Ona Carbonell · Marga Crespi · Andrea Fuentes · Thaïs Henríquez · Paula Klamburg · Cristina Salvador · Sara Gijon (tartalék) · Irene Montrucchio (tartalék) |

## Eredmények
| Helyezés  | Nemzetiség | Selejtező | Selejtező | Döntő  | Döntő     |
| Helyezés  | Nemzetiség | Pont      | helyezés  | Pont   | Helyezés  |
| --------- | ---------- | --------- | --------- | ------ | --------- |
| Aranyérem | RUS        | 97.700    | 1         | 98.300 | 1         |
| Ezüstérem | CHN        | 96.000    | 2         | 96.800 | 2         |
| Bronzérem | ESP        | 95.700    | 3         | 96.000 | 3         |
| 4         | CAN        | 94.000    | 4         | 94.400 | 4         |
| 5         | JPN        | 92.800    | 5         | 93.100 | 5         |
| 6         | UKR        | 92.100    | 6         | 92.200 | 6         |
| 7         | ITA        | 90.600    | 7         | 90.700 | 7         |
| 8         | FRA        | 88.700    | 8         | 88.600 | 8         |
| 9         | USA        | 88.100    | 9         | 87.900 | 9         |
| 10        | GBR        | 87.400    | 10        | 87.600 | 10        |
| 11        | PRK        | 85.700    | 12        | 86.100 | 11        |
| 12        | BRA        | 86.200    | 11        | 85.600 | 12        |
| 23.5      | H09.5      |           |           |        | 00:55.635 |
| 13        | NED        | 83.900    | 13        |        |           |
| 14        | MEX        | 83.300    | 14        |        |           |
| 14        | KAZ        | 83.300    | 14        |        |           |
| 16        | SUI        | 82.300    | 16        |        |           |
| 17        | EGY        | 77.100    | 17        |        |           |
| 18        | AUS        | 75.200    | 18        |        |           |
| 19        | COL        | 75.000    | 19        |        |           |
| 20        | MAS        | 72.700    | 20        |        |           |
| 21        | THA        | 67.400    | 21        |        |           |
| 22        | RSA        | 64.400    | 22        |        |           |
| 23        | INA        | 60.000    | 23        |        |           |
| –         | SIN        | DNS       |           |        |           |